# بنت سورينسن (ملحن)
بنت سورينسن (بالدنماركية: Bent Sørensen)‏ هو معلم موسيقى وملحن دنماركي، ولد في 18 يوليو 1958 في الدنمارك في مملكة الدنمارك.

## وصلات خارجية
- الموقع الرسمي
- بنت سورينسن على موقع ميوزك برينز (الإنجليزية)
- بنت سورينسن على موقع أول ميوزيك (الإنجليزية)
- بنت سورينسن على موقع ديسكوغز (الإنجليزية)